# 筑穂 (つくば市)

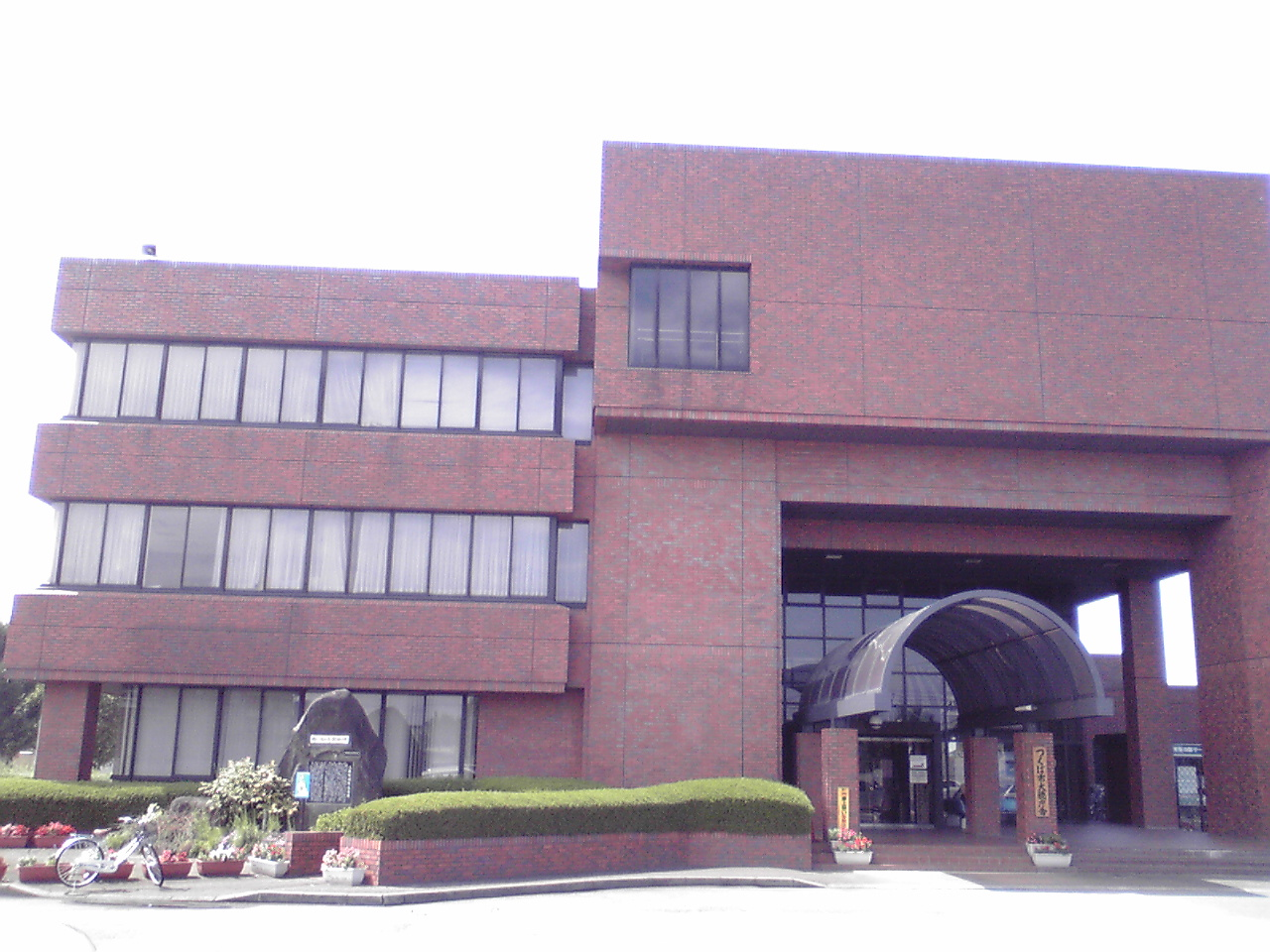
つくば市役所大穂窓口センター

筑穂（つくほ）は茨城県つくば市にある地名。一丁目から三丁目まである。郵便番号は300-3257。

## 地理
つくば市北部に位置する。筑波研究学園都市周辺開発地区に含まれ、研究学園地区に隣接する。
一丁目につくば市役所大穂窓口センターがある。
東・北は大曽根、西は立原、南は花畑・蓮沼と接している。

## 世帯数と人口
2017年（平成29年）8月1日現在の世帯数と人口は以下の通りである。
| 丁目      | 世帯数  | 人口    |
| --------- | ------- | ------- |
| 筑穂1丁目 | 87世帯  | 194人   |
| 筑穂2丁目 | 246世帯 | 522人   |
| 筑穂3丁目 | 178世帯 | 456人   |
| 計        | 511世帯 | 1,172人 |

## 小・中学校の学区
市立小・中学校に通う場合、筑穂全域が大曽根小学校、大穂中学校の学区となる。

## 施設
一丁目
- つくば市役所大穂窓口センター